# Куцый, Пётр Антонович
Пётр Антонович Куцый (1922—?) — гвардии красноармеец, участник Великой Отечественной войны, Герой Советского Союза (1943). Впоследствии осуждён и лишён всех званий и наград.

## Биография
Пётр Куцый родился в 1922 году в селе Малый Круполь (ныне — Згуровский район Киевской области Украины).
Остался на оккупированной территории в начале Великой Отечественной войны. Весной 1942 года Куцый поступил на службу в полицейскую комендатуру соседнего села Великий Круполь, которую возглавлял его отец, а секретарём был его дядя. Принимал участие в угоне советских граждан в Германию и облавах на партизан, в ходе которых дважды был ранен. После освобождения он был призван на службу в Рабоче-крестьянскую Красную Армию.
К октябрю 1943 года красноармеец Пётр Куцый занимал должность командира отделения 1318-го стрелкового полка 163-й стрелковой дивизии 50-го стрелкового корпуса 38-й армии Воронежского фронта. В ночь с 1 на 2 октября 1943 года Куцый со своим отделением переправился на остров Жуковка у южной окраины Киева, отбил его у немецких подразделений, чем обеспечил переправу другим подразделениям своего полка.
29 октября 1943 года Указом Президиума Верховного Совета СССР за «образцовое выполнение боевых заданий командования на фронте борьбы с немецко-фашистскими захватчиками и проявленные при этом мужество и героизм» красноармеец Пётр Куцый был удостоен высокого звания Героя Советского Союза с вручением ордена Ленина и медали «Золотая Звезда» за номером 1851.
После окончания войны Куцый был демобилизован и ненадолго вернулся в родное село. К тому времени его отец уже был осуждён к 10 годам лишения свободы. В 1948 году он переехал в Киев. Преследованиям за свою службу в полиции он не подвергался, так как считалось, что он искупил вину кровью. Вёл асоциальный образ жизни: постоянно нигде не работал, неоднократно подвергался задержаниям за нарушения общественного порядка. В начале 1953 года вместе с двумя товарищами Куцый приехал в родное село и устроил там драку в клубе, в ходе которой избил председателя сельсовета. В феврале 1953 года он был арестован. В середине марта 1953 года Березанским районным судом Киевской области Пётр Куцый был приговорён к 5 годам лишения свободы. Через несколько дней он был освобождён по «бериевской амнистии». Во время следствия показания против Куцего дали его односельчане, в годы войны воевавшие в партизанских формированиях. На их основании было написано ходатайство в Президиум Верховного Совета СССР о лишении его звания Героя. Генеральный прокурор СССР Роман Руденко дал заключение о нецелесообразности привлечения Куцего к уголовной ответственности по причине срока давности, но вместе с тем предложил лишить его звания Героя Советского Союза как совершившего тяжкое преступление перед страной в период оккупации.
Указом Президиума Верховного Совета СССР от 30 января 1954 года за «проступки, порочащие звание орденоносца», согласно «Общему Положению об орденах СССР», Пётр Куцый был лишён звания Героя Советского Союза и всех государственных наград.
Дальнейшая судьба Куцего неизвестна.